# بخش نورویچ (شهرستان هورون، اوهایو)
بخش نورویچ (به انگلیسی: Norwich Township) یک منطقهٔ مسکونی در ایالات متحده آمریکا است که در شهرستان هیورن، اوهایو واقع شده‌است.
 بخش نورویچ ۶۷٫۲ کیلومتر مربع مساحت و ۱٬۰۷۰ نفر جمعیت دارد و ۲۵۸ متر بالاتر از سطح دریا واقع شده‌است.